# Příběhy Kožené punčochy
Příběhy Kožené punčochy (Leatherstocking Tales) je románová pentalogie amerického spisovatele Jamese Fenimora Coopera, líčící život na americkém Středozápadě zhruba v letech 1740 až 1805.

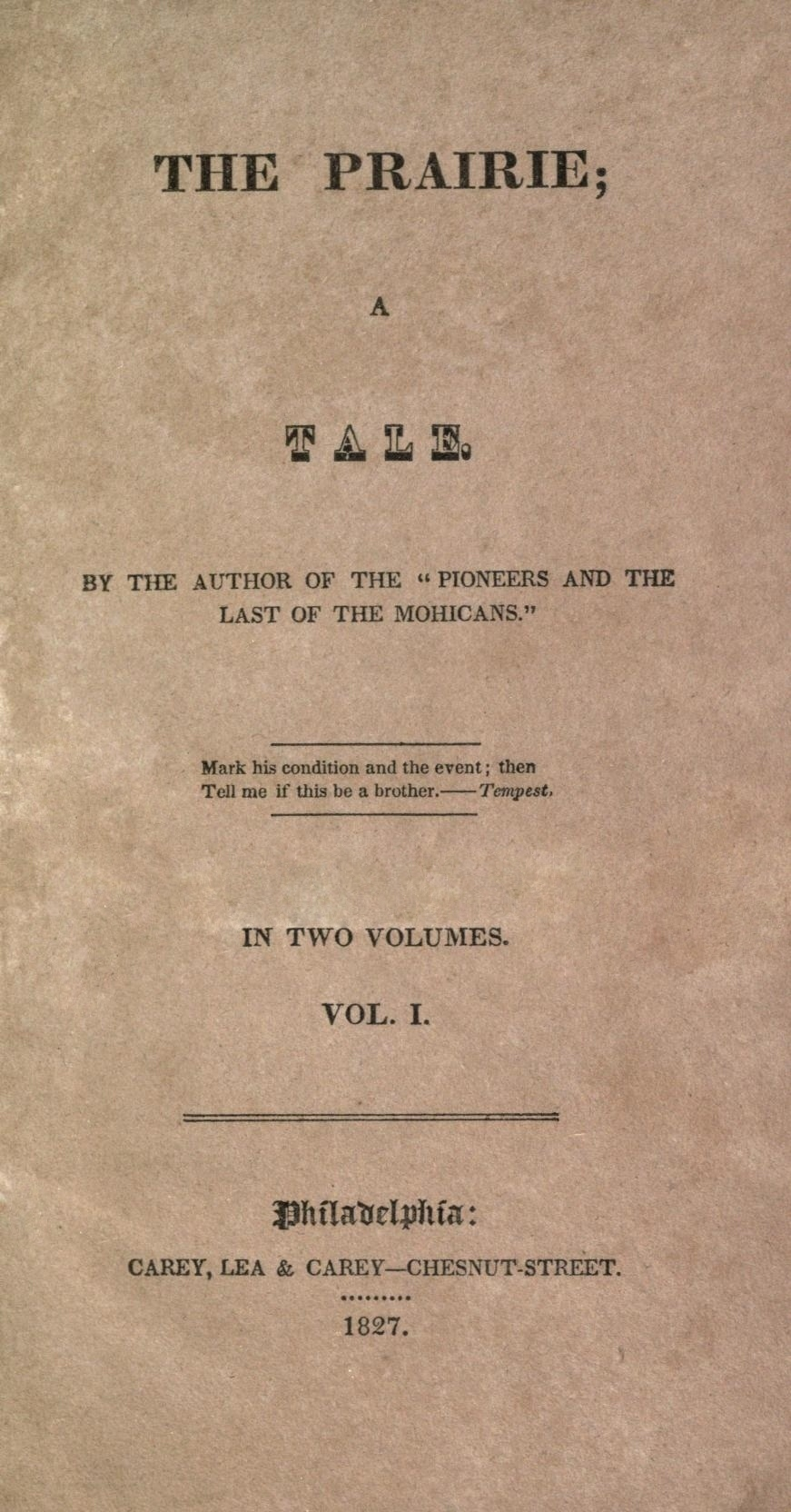
Titulní list prvního vydání románu Prérie z roku 1827

Pentalogie se skládá z následujících románů (řazení je chronologické dle děje, protože Cooper napsal nejprve čtvrtý díl, pak druhý, pátý, třetí a nakonec první):
- Lovec jelenů (1841, The Deerslayer),
- Poslední Mohykán (1826, The Last of the Mohicans),
- Stopař (1840, The Pathfinder),
- Průkopníci (1823, The Pioneers),
- Prérie (1827, The Prairie).

Hlavní postavou pentalogie je, v duchu doznívajícího romantismu, poněkud zidealizovaný ale rázovitý zálesák Natty Bumppo, zvaný podle jeho jelenicových kamaší Kožená punčocha. V jednotlivých románech zachytil Cooper prakticky celý jeho život, s jeho láskou k divoké přírodě a čestným chováním vůči indiánům. Cooperovo líčení vztahu bělochů a indiánů bylo sice značně vzdálené kruté realitě, avšak postava Nattyho Bumppa měla významnou mravní funkci. Cooper ve svém hrdinovi zdůraznil vlastnosti, které podle jeho představ měl mít každý americký pionýr: čestnost, morální pevnost, spoléhání na sebe sama, lásku k přírodě a ochotu pomoci bližnímu. Tím celá pentalogie sehrála významnou roli ve vytváření amerického národního hrdinského mýtu a následně i při konstituování amerického národa.

## Obsah jednotlivých dílů pentalogie

### Lovec jelenů

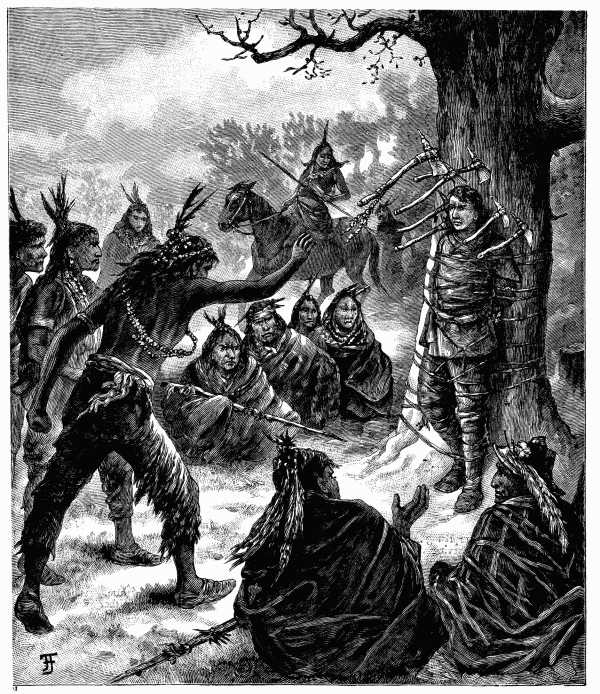
Ilustrace k románu Lovec Jelenů
z roku 1905

Román Lovec jelenů (The Deerslayer) je dějově prvním dílem celé pentalogie, ačkoliv byl napsán jako poslední až roku 1841. Odehrává se zhruba v letech 1740 až 1745 v oblasti jezera Otsego. Seznámíme se s postavami, které celou pentalogii spojují. Je to Nathaniel Bumppo (Kožená punčocha), zde zvaný Lovec jelenů nebo Dlouhá karabina, a jeho přítel, náčelník indiánského kmene Mohykánů, Čingačgúk neboli Velký had. Obsahem románu je střetnutí hrstky bělochů, žijících ve srubu na jezeře, s proradným kmenem Huronů, který usiluje bělochům o život.

### Poslední Mohykán
Román Poslední Mohykán (1826, The Last of the Mohicans) je dějově druhou a také nejslavnější částí celé pentalogie a mnohými je považován za nejlepší indiánku všech dob. Odehrává se v několika srpnových dnech roku 1757 za války mezi Francouzi a Angličany, jejímž důsledkem byl konec koloniálního panství Francouzů na území dnešních Spojených států amerických. Hlavní hrdina je zde znám jako Sokolí oko.

### Stopař
Dějově třetí část pentalogie, román Stopař (1840, The Pathfinder)) byl napsán jako předposlední. Kniha se odehrává roku 1759 v oblasti jezera Oswego. Angličané a Francouzi tu zápolí o nadvládu a používají pro své cíle kromě vlastních vojáků i divoké indiánské kmeny. Do toho rámce je zasazen příběh neohrožené dívky, která se přes četná nebezpečí vydává za svým otcem, anglickým seržantem, provázena zkušeným zálesákem Stopařem a jeho věrným indiánským druhem.

### Průkopníci

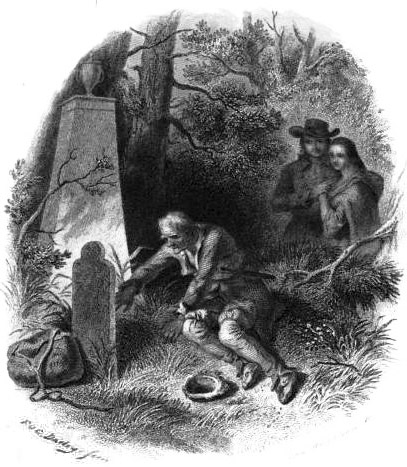
Ilustrace k románu Průkopnící
z roku 1861

Román Průkopníci (The Pioneers) je dějově čtvrtou částí pentalogie, byl však napsán jako první již roku 1823. Příběh se odehrává v letech 1793–1794, kdy jsou oba hrdinové, Natty Bumppo i náčelník Čingačgúk, již staří muži. Svět kolem nich se změnil z divočiny v civilizovaný kraj, ve kterém již není místo pro lovce, přivyklé ničím neomezovanému a nesvazovanému životu ve volné přírodě, ale spíše pro prohnané darebáky, kteří se snaží vytěžit z civilizace co nejvíc. Na konci románu Čingačgúk umírá a Natty Bumppo odchází prožít zbytek života na západ, daleko od lidských obydlí.

### Prérie
Závěrečný svazek celé pentalogie, román Prérie (1827, The Prairie) byl napsán jako třetí v pořadí. V příběhu, odehrávajícím se kolem roku 1805, vyhání postupující civilizace devadesátiletého Nattyho Bumppa z lesů a nutí ho uchýlit se na volnou prérii. I sem ovšem již pronikají ozvuky civilizace, ale dosud zde také žijí silné indiánské kmeny, Siouxové a Pawneeové, mezi nimiž prožívá stařec svá poslední dobrodružství i poslední chvíle svého života.